# 憲安王
憲安王（？—861年），姓金名誼靖，一云祐靖，是新罗国第四十七代君主，神武王之弟。因太子早逝，憲安王受顧命而立。在位五年，諡憲安。

## 后妃
- 妃弓氏，張保皐女